# Wandsbek Markt
Wandsbek Markt – stacja metra hamburskiego na linii U1. Stacja została otwarta 2 października 1961. 

## Położenie
Stacja z centralnym peronem znajduje w tunelu pomiędzy Steindamm i Wandsbeker Marktstraße, zaraz przed zakrętem 90° w kierunku północnym.